# Kullamannen
För TV-serien, se Kullamannen (TV-serie).
Kullamannen är en legend om en person som sägs ha levt på Kullaberg. "Kullamannen" har genom tiderna refererat till både verkliga personer och sagoväsen.

## Historia
- Enligt en källa var Kullamannen stjärntydare och siare.[1]

- I den Själländska krönikan från 1350 står det att Kullamannen skulle ha varit en riddare vid namn Thord Knutsson Bonde som spådde kung Valdemar Sejr om hans tre söners framtid. Kullamannens profetia gick i uppfyllelse. Alla Valdemars söner; Erik, Abel och Kristofer, blev kungar, och alla tre fick sina regeringstider präglade av krig och laglöshet. Den siste av sönerna, Kristofer, som kröntes till kung av Danmark juldagen 1252 i Lunds domkyrka, hade en långvarig maktstrid med ärkebiskopen Jacob Erlandsen i Lund.

- Kullamannen förekommer i Arild Huitfeldts Danmarckis Rigis Krönnicke (1600–03), där ovanstående historia berättas. I Peter Frederik Suhms Historie af Danmark (1808), återberättas också sagan.

- Kullamannen omnämns vidare i romanen Valdemar Seier av den danske författaren Bernhard Severin Ingemann. Ingemann har, med författarens frihet, använt sig av sagan sådan den berättas Huitfeldts och Suhms texter.

- Berättelserna om Kullamannen har genom åren byggts på genom muntlig och folklig historietradition till sagor och sägner. Till exempel vakade Kullamannen över sjöfarten i Öresund och bestämde över vilka fartyg som skulle gå i kvav och vilka som skulle klara av passagen genom sundet. Vid olyckstillbud på berget sades Kullamannen ligga bakom. Men Kullamannen kunde även ställa sig bakom vanliga människor i deras kamp mot orättvisor.

- Innehavaren av Kullagården har ibland kallats Kullamannen, liksom den som ansvarat för skötseln av Kullens fyr.

## Senare tiders "Kullamannen"
Flera platser på Kullaberg är förknippade med Kullamannen, till exempel klipporna Kullamannen och Kullamannens dörr. En del berättelser påstår att Kullamannens bostad ska ha varit vid Kullamannens grav ovanför Ransvik på Kullaberg. Många av dessa fantasinamn har tillkommit kring sekelskiftet 1900, då turismen hade hittat dit. Möllefotografen Peter P Lundh bidrog med Kullamannens spegel, Kullamannens kämpar, Kullamannens trädgård. På vykort finns dessutom avbildade Kullamannens port, Kullamannens badställe, Kullamannens palats, Kullamannens borg, Kullamannens sal, Kullamannens hatt och Kullamannens vante. Sannolikt är det Lundh som även givit upphov till dem. 
Myten om Kullamannen förstärktes år 1967 genom Folke Mellvigs suggestiva ungdomsthriller Kullamannen, som på sin tid sågs av nästan en hel generation barn och ungdomar.
Kullamannen har också fått ge namn åt "Kullamannen trail" som är en löptävling lokaliserad till naturområdet på och runt Kullaberg. Tävlingen genomförs dels i början av maj, dels i månadsskiftet oktober - november varje år.

### Webbkällor
- Kullabygd 1934, årgång 7
- Helsingborgs Dagblad 7/7 2004
- Löpartävlingen Kullamannens hemsida